# Gunnar Schyman
Erik Anders Gunnar Schyman, född 27 februari 1919 i Åmål, död 13 december 2004 i Stockholm, var en svensk skådespelare.

## Biografi
Schyman utbildade sig professionellt i Stockholm och debuterade på Dramatikerstudion, varefter hans karriär fortsatte på flera privatteatrar. Han var senare engagerad vid Helsingborgs stadsteater och Fredriksdalsteatern. Han medverkade i Lasse Hallström-filmen En kille och en tjej och i Lasse Åbergs SOS – en segelsällskapsresa.

## Filmografi
- 1945 – Rattens musketörer
- 1948 – Intill helvetets portar
- 1956 – 7 vackra flickor
- 1957 – Som man bäddar...
- 1971 – Deadline
- 1973 – Mannen som blev ensam (TV-serie)
- 1973 – Revisorn
- 1974 – De tre från Haparanda (TV-serie)
- 1975 – Ungkarlshotellet
- 1975 – En kille och en tjej
- 1975 – Stumpen
- 1975 – Maria
- 1976 – Mina drömmars stad
- 1976 – Klerk
- 1977 – Ärliga blå ögon (TV-serie)
- 1978 – Frihetens murar
- 1978 – Bevisbördan (TV-serie)
- 1979 – Katitzi (TV-serie)
- 1979 – Min älskade
- 1979 – Gå på vattnet om du kan
- 1980 – Blomstrande tider
- 1983 – Med Lill-Klas i kappsäcken
- 1983 – Spanska flugan
- 1985 – Examen
- 1985 – En ettas dagbok (TV-serie)
- 1986 – I lagens namn
- 1988 – SOS – en segelsällskapsresa
- 1988 – Kråsnålen (TV-serie)
- 1989 – Flickan vid stenbänken (TV-serie)
- 1995 – Anmäld försvunnen (TV-serie)

## Teater

### Roller
| År   | Roll                     | Produktion                                                                              | Regi                                                   | Teater                     |
| ---- | ------------------------ | --------------------------------------------------------------------------------------- | ------------------------------------------------------ | -------------------------- |
| 1950 | Jakob, apotekarlärling   | Den lilla hovkonserten (Das kleine Hofkonzert) Toni Impekoven och Paul Verhoeven        | Ingegerd Aschan                                        | Wasa Teater                |
| 1950 |                          | Tre ska man vara (Tre må man være) Jens Locher                                          | Ingegerd Aschan                                        | Wasa Teater                |
| 1955 | Medverkande              | Alltid retar det nån, revy Lennart Anderzon och Tjadden Hällström                       |                                                        | Boulevardteatern           |
| 1956 | Medverkande              | Kom och sitt i knä't, revy Rune Moberg                                                  | Tjadden Hällström                                      | Boulevardteatern           |
| 1956 | Lundström                | Tolvan Alf Henrikson                                                                    | Karl-Erik Flens                                        | Boulevardteatern           |
| 1956 | Medverkande              | En sån cigarr, revy Rune Moberg                                                         | Per Edström                                            | Boulevardteatern           |
| 1960 |                          | Ture Sventon i London Åke Holmberg                                                      | Nils Olsén                                             | Stockholms skolbarnsteater |
| 1961 | Råttan                   | Herr Paddas bravader (Toad of Toad Hall) Kenneth Grahame                                | Jan Hemmel                                             | Stockholms skolbarnsteater |
| 1961 |                          | Fridas visor Birger Sjöberg                                                             | Per Sjöstrand                                          | Skansens friluftsteater    |
| 1962 |                          | Råttfällan (The Mousetrap) Agatha Christie                                              | Jerk Liljefors                                         | Riksteatern                |
| 1962 | Översten                 | Den tappre soldaten Svejk (Osudy dobrého vojáka Švejka za světové války) Jaroslav Hašek | Åke Falck                                              | Skansens friluftsteater    |
| 1962 |                          | Perrichons resa (Le voyage de M. Perrichon) Eugène Labiche                              | Per Edström                                            | Riksteatern                |
| 1964 |                          | Sankta Johanna (Saint Joan) George Bernard Shaw                                         | Per Gerhard                                            | Vasateatern                |
| 1965 | Förste äkta mannen       | Tjuvar, lik och fala qvinnor Dario Fo                                                   | Hans Bergström                                         | Helsingborgs stadsteater   |
| 1965 | Herr André               | Ljusstaken (Le Chandelier) Alfred de Musset                                             | Bo Swedberg                                            | Helsingborgs stadsteater   |
| 1965 | Kocken                   | Mor Courage och hennes barn (Mutter Courage und ihre Kinder) Bertolt Brecht             | Per Sjöstrand                                          | Helsingborgs stadsteater   |
| 1966 | Jakob Skomakare          | Jeppe på berget (Jeppe paa Bierget) Ludvig Holberg                                      | Gunnar Skar                                            | Helsingborgs stadsteater   |
| 1966 | Uppfinnaren              | Rulle Rova Björn Clarin och K.G. Larsson                                                | Bo Swedberg                                            | Helsingborgs stadsteater   |
| 1966 | Bertrand Barnier         | Saken är Oscar! eller En halv million i kappsäcken (Oscar) Claude Magnier               | Hans Bergström                                         | Helsingborgs stadsteater   |
| 1966 |                          | Den tappre soldaten Svejk (Osudy dobrého vojáka Švejka za světové války) Jaroslav Hašek | Hans Bergström                                         | Helsingborgs stadsteater   |
| 1967 | Pantalon                 | Skälmarnas triumf (Los intereses creados) Jacinto Benavente                             | Lennart Kollberg                                       | Helsingborgs stadsteater   |
| 1967 |                          | Sten Stensson Steen från Eslöv Carro Bergkvist                                          | Leif Amble-Naess                                       | Fredriksdalsteatern        |
| 1967 | Panisse                  | Marius Marcel Pagnol                                                                    | Lars Göran Carlson                                     | Helsingborgs stadsteater   |
| 1968 | Prinsen Brudgummen       | Den kaukasiska kritcirkeln (Der kaukasische Kreidekreis) Bertolt Brecht                 | Håkan Ersgård                                          | Helsingborgs stadsteater   |
| 1968 | Herrn                    | Vad händer? Mats Ödeen                                                                  | Lars Göran Carlson                                     | Helsingborgs stadsteater   |
| 1968 | Professorn               | Fantastiska familjen Per Sjöstrand                                                      | Per Sjöstrand                                          | Helsingborgs stadsteater   |
| 1968 | Slaktarn                 | Din stund på jorden Vilhelm Moberg                                                      | Per Sjöstrand                                          | Helsingborgs stadsteater   |
| 1968 |                          | Kung Ubu (Ubu-roi) Alfred Jarry                                                         | Lars Göran Carlson                                     | Helsingborgs stadsteater   |
| 1968 | Firs                     | Körsbärsträdgården (Вишнёвый сад, Visjnjovyj sad) Anton Tjechov                         | Lars-Levi Læstadius                                    | Helsingborgs stadsteater   |
| 1968 | Karl Ludvig              | Kvartetten som sprängdes Birger Sjöberg                                                 | Sandor Györbiro                                        | Helsingborgs stadsteater   |
| 1969 | Apotekaren               | Friaren från landet eller Monsieur de Pourceaugnac (Monsieur de Pourceaugnac) Molière   | Lars-Levi Læstadius                                    | Helsingborgs stadsteater   |
| 1969 | Mannen                   | Naturliga orsaker (Natural causes) Ellen Dryden                                         | Kaj Ahnhem                                             | Helsingborgs stadsteater   |
| 1969 |                          | Å, vilken härlig fred! Hans Alfredson och Tage Danielsson                               | Kaj Ahnhem                                             | Helsingborgs stadsteater   |
| 1969 |                          | De bordlagda Birger Norman                                                              | Ensemblen                                              | Helsingborgs stadsteater   |
| 1969 | Värden                   | Krigsmans lycka (Minna von Barnhelm) Gotthold Ephraim Lessing                           | Lars-Levi Læstadius                                    | Helsingborgs stadsteater   |
| 1969 | Farfar                   | Karol Sławomir Mrożek                                                                   | Lars-Levi Læstadius                                    | Helsingborgs stadsteater   |
| 1970 | Pozzo                    | I väntan på Godot (En attendant Godot) Samuel Beckett                                   | Lars-Levi Læstadius                                    | Helsingborgs stadsteater   |
| 1970 |                          | Lorden från gränden (Me and My Girl) L. Arthur Rose och Noel Gay                        | Martin Söderhjelm                                      | Fredriksdalsteatern        |
| 1970 | Doktor Einstein          | Arsenik och gamla spetsar (Arsenic and Old Lace) Joseph Kesselring                      | Martin Söderhjelm                                      | Helsingborgs stadsteater   |
| 1973 | Länsman Scharling        | Gösta Berlings saga Selma Lagerlöf                                                      | Johan Bergenstråhle Marie-Louise De Geer Bergenstråhle | Stockholms stadsteater     |
| 1981 | Rådman Gottfrid Fjällner | Spanska flugan (Die spanische Fliege) Franz Arnold och Ernst Bach                       | Per Gerhard                                            | Vasateatern                |

## Bilder

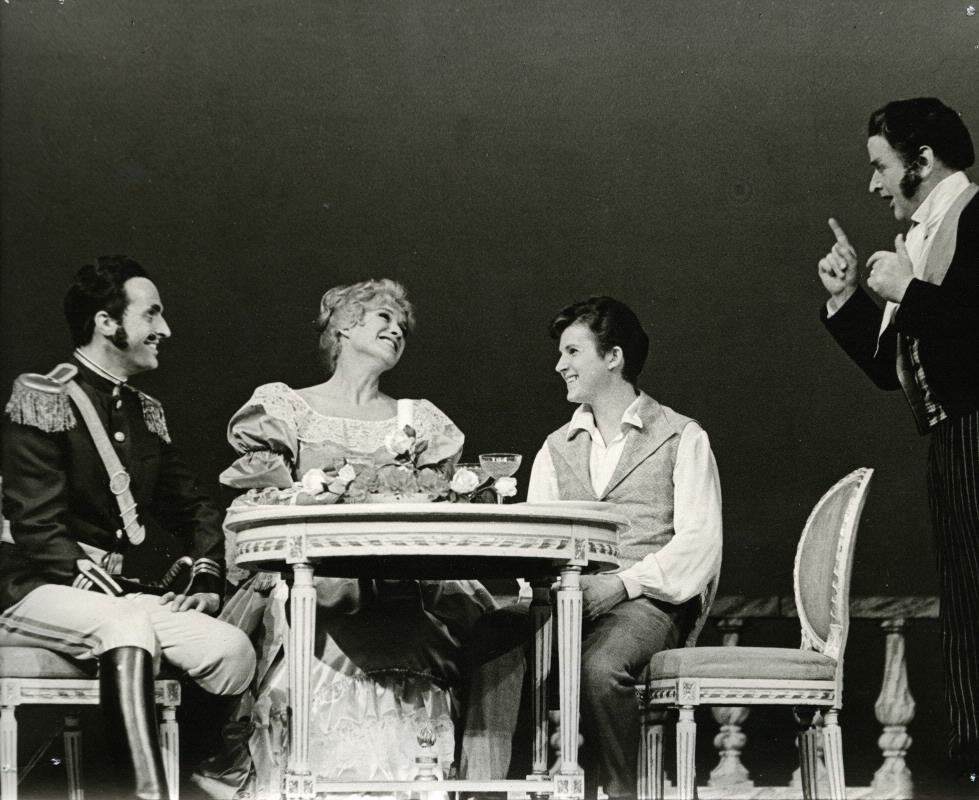
Rune Blomquist, Rut Hoffsten, Per Jonsson och Gunnar Schyman i Ljusstaken på Helsingborgs stadsteater 1965.
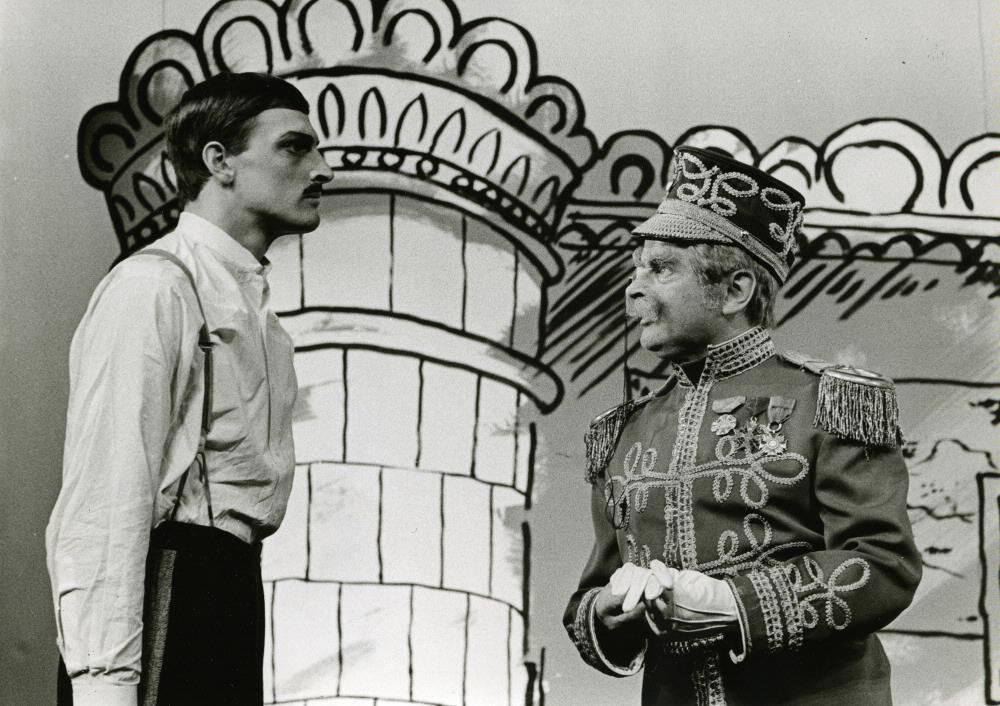
Rolf Larsson och Gunnar Schyman i Soldaten Svejk på Helsingborgs stadsteater 1965.

### Fotnoter
1. 1 2  ”Gunnar Schyman”. Svensk Filmdatabas. http://www.sfi.se/sv/svensk-filmdatabas/Item/?type=PERSON&itemid=62120&ref=%2ftemplates%2fSwedishFilmSearchResult.aspx%3fid%3d1225%26epslanguage%3dsv%26searchword%3dGunnar+Schyman%26type%3dPerson%26match%3dBegin%26page%3d1%26prom%3dFalse. Läst 24 juli 2012.
2. 1 2  ”Teater Musik Film: God säsong för Vasa Teater”. Dagens Nyheter:  s. 13. 14 december 1950. https://arkivet.dn.se/tidning/1950-12-14/339/13. Läst 19 december 2021.
3. ↑  ”Alltid retar det nån”. Tjaddens sidor i rymden. http://98.142.96.242/~sladdens/specialsidor/tjadden/revy_show/boulevard/alltid_retar_de_nan/alltid_retar_de_nan.html. Läst 10 mars 2016.[död länk]
4. ↑  ”Kom och sitt i knä't”. Tjaddens sidor i rymden. http://98.142.96.242/~sladdens/specialsidor/tjadden/revy_show/boulevard/kom_och_sitt_i_knat/kom_och_sitt_i_knat.html. Läst 10 mars 2016.[död länk]
5. ↑  S B-l (2 september 1956). ”'Tolvan' på Boulevard”. Dagens Nyheter:  s. 22. http://arkivet.dn.se/arkivet/tidning/1956-09-02/238/22. Läst 18 mars 2016.
6. ↑  Barbro Hähnel (18 november 1956). ”Revypremiär på Boulevard”. Dagens Nyheter:  s. 21. http://arkivet.dn.se/arkivet/tidning/1956-11-18/314/21. Läst 18 mars 2016.
7. ↑  S B-l (25 maj 1960). ”Ture Sventon i London”. Dagens Nyheter:  s. 16. http://arkivet.dn.se/arkivet/tidning/1960-05-25/141/16. Läst 21 januari 2016.
8. ↑  Age (12 mars 1961). ”Herr Padda gästspelar för Stockholms skolbarn”. Dagens Nyheter:  s. 32. https://arkivet.dn.se/tidning/1961-03-12/69/32. Läst 27 december 2021.
9. ↑  ”Frida möter fröken Gisslander”. Dagens Nyheter:  s. 15. 20 maj 1961. http://arkivet.dn.se/arkivet/tidning/1961-05-20/134/15. Läst 19 mars 2016.
10. ↑  ”Deckarpremiär i Valdemarsvik”. Dagens Nyheter:  s. 14. 23 januari 1962. https://arkivet.dn.se/tidning/1962-01-23/21/14. Läst 10 juni 2018.
11. ↑  Barbro Hähnel (10 juni 1962). ”Svejk på Skansen: Den breda vägen till publikgunsten”. Dagens Nyheter:  s. 12. http://arkivet.dn.se/arkivet/tidning/1962-06-10/155/12. Läst 20 mars 2016.
12. ↑  ”Riksteatern spelar upp”. Dagens Nyheter:  s. 18. 16 september 1962. https://arkivet.dn.se/tidning/1962-09-16/251/18. Läst 10 juni 2018.
13. ↑  ”Teaterannons”. Dagens Nyheter:  s. 36. 3 oktober 1964. http://arkivet.dn.se/arkivet/tidning/1964-10-03/269/36. Läst 6 maj 2016.
14. ↑  Ingvar Holm (27 augusti 1965). ”Prisgiven Dario Fo i Hälsingborg”. Dagens Nyheter:  s. 16. https://arkivet.dn.se/tidning/1965-08-27/231/16. Läst 10 juni 2018.
15. ↑  ”Rulle Rova heter boven i ny svensk barnpjäs”. Dagens Nyheter:  s. 12. 16 mars 1966. https://arkivet.dn.se/tidning/1966-03-16/73/12. Läst 5 januari 2022.
16. ↑  Ingvar Holm (19 maj 1967). ”Commedian ännu för svår”. Dagens Nyheter:  s. 16. https://arkivet.dn.se/tidning/1967-05-19/132/16. Läst 10 juni 2018.
17. ↑  Bengt Jahnsson (12 juli 1967). ”Skål för alla blommor i världen”. Dagens Nyheter:  s. 7. https://arkivet.dn.se/tidning/1967-07-12/185/7. Läst 26 maj 2018.
18. ↑  Barbro Hähnel (12 oktober 1967). ”Hälsingborg: Lagom osentimentalt”. Dagens Nyheter:  s. 22. https://arkivet.dn.se/tidning/1967-10-12/277/22. Läst 10 juni 2018.
19. ↑  Ingvar Holm (4 mars 1968). ”Vitalitet i Hälsingborg”. Dagens Nyheter:  s. 17. https://arkivet.dn.se/tidning/1968-03-04/62/17. Läst 10 juni 2018.
20. ↑  Ingvar Holm (19 maj 1968). ”VänsterUbu blev spel om Båstad”. Dagens Nyheter:  s. 14. https://arkivet.dn.se/tidning/1968-05-19/135/14. Läst 7 januari 2022.
21. ↑  ”På fredag”. Dagens Nyheter:  s. 17. 23 oktober 1969. https://arkivet.dn.se/tidning/1969-10-23/288/23. Läst 13 juni 2018.
22. ↑  Barbro Hähnel (22 juni 1969). ”'Lorden från gränden': Poppes bravurnummer och mycket lågkomik”. Dagens Nyheter:  s. 17. https://arkivet.dn.se/tidning/1970-06-22/165/17. Läst 31 maj 2018.
23. ↑  Bengt Jahnsson (26 september 1981). ”Spanska flugan: Ett underverk av komik”. Dagens Nyheter:  s. 20. http://arkivet.dn.se/arkivet/tidning/1981-09-26/261/20. Läst 17 april 2016.